# Liste der Naturdenkmale in Rietberg
Die Liste der Naturdenkmale in Rietberg nennt die im Gebiet der Stadt Rietberg im Kreis Gütersloh in Nordrhein-Westfalen ausgewiesenen Naturdenkmale.

## Naturdenkmale
| Bild | Nr. | Bezeichnung | Lage                            | Position                    | Beschreibung |
| ---- | --- | ----------- | ------------------------------- | --------------------------- | ------------ |
|      | A17 | Stieleiche  | Bokel, Bokeler Straße 208       | 51° 48′ 5″ N, 8° 22′ 13″ O  |              |
|      | A18 | Stieleiche  | Mastholte, Rietberger Straße 42 | 51° 45′ 54″ N, 8° 24′ 19″ O |              |
|      | B7  | Linde       | Neuenkirchen, Lange Straße 154  | 51° 50′ 1″ N, 8° 26′ 43″ O  |              |